# کارنسویل (جورجیا)
کارنسویل، جورجیا (به انگلیسی: Carnesville, Georgia) یک شهر در ایالات متحده آمریکا با جمعیت ۵۷۷ نفر است که در جورجیا واقع شده‌است.

## موقعیت جغرافیایی
موقعیت جغرافیایی شهرها و مناطق اطراف به شرح زیر است: